# Österreichische Mykologische Gesellschaft
Die Österreichische Mykologische Gesellschaft, kurz ÖMG, ist die berufsständische Vertretung der Mykologen in Österreich. Sie vertritt die praktische und wissenschaftliche Mykologie und steht allen interessierten Personen offen.

## Geschichte
Die ÖMG geht auf eine mykologische Gesellschaft zurück, die 1919 durch Viktor Schiffner (1862–1944), Heinrich Lohwag (1884–1945) und Thomas Cernohorsky (1882–1956) gegründet wurde. Viktor Schiffner war auch ihr erster Präsident. 1929 wurde sie in den heutigen Namen umbenannt. Im Zweiten Weltkrieg wurde sie mit der Deutschen Gesellschaft für Pilzkunde, Berlin zur Deutschen Mykologischen Gesellschaft mit Sitz in Wien fusioniert. 1945 erfolgte die Neugründung.

## Tätigkeit
Sie organisiert jedes Jahr eine Reihe von Vorträgen und Exkursionen. Außerdem stellt sie während der Pilzsaison im Fakultätszentrum Biodiversität (ehemaliges Institut für Botanik) in Wien eine Pilzberatung zur Verfügung.

## Publikationen
Von der ÖMG wird neben den Mitteilungen der Österreichischen Mykologischen Gesellschaft seit 1991 einmal jährlich die Österreichische Zeitschrift für Pilzkunde und die Mitteilungen der Österreichischen Mykologischen Gesellschaft herausgegeben.